# Aeroportul LaGuardia
Aeroportul LaGuardia (IATA: LGA, ICAO: KLGA, FAA LID: LGA) este un aeroport din Queens, New York City, New York, Statele Unite ale Americii ce deservește zona New York City. Aeroportul a fost tranzitat în 2023 de 32.372.260 de pasageri. A fost deschis în 15 octombrie 1939 și numit după Fiorello La Guardia.
Situat la o altitudine de 6 m, aeroportul dispune de 2 piste. Este operat de Port Authority of New York and New Jersey⁠(d).

## Infrastructură

### Piste
Aeroportul dispune de 2 piste. Pista 04/22 are suprafața de asfalt[*] și dimensiunile 7.001 picioare × 150 picioare. Pista 13/31 are suprafața de asfalt[*] și dimensiunile 7.003 picioare × 150 picioare. 